# Švédská rallye 2007
Švédská rallye 2007 se uskutečnila ve dnech od 9. února do 11. února 2007

## Stupně vítězů
| Francie · Monako            | Finsko · Finsko                 | Finsko · Finsko               |
| --------------------------- | ------------------------------- | ----------------------------- |
|                             | Marcus Grönholm Timo Rautiainen |                               |
| Sebastien Loeb Daniel Elena | 1                               | Mikko Hirvonen Jarmo Lehtinen |
| 2                           |                                 | 3                             |
|                             |                                 |                               |

## Celkové pořadí
| *   | Jezdec                            | Vůz                     | Čas       |
| --- | --------------------------------- | ----------------------- | --------- |
| 1.  | Marcus Grönholm Timo Rautiainen   | Ford Focus RS WRC 06    | 3:08:40,7 |
| 2.  | Sebastien Loeb Daniel Elena       | Citroën C4 WRC          | 3:09:34,5 |
| 3.  | Mikko Hirvonen Jarmo Lehtinen     | Ford Focus RS WRC 06    | 3:10:22,2 |
| 4.  | Henning Solberg Cato Menkenrud    | Ford Focus RS WRC 06    | 3:10:50,5 |
| 5.  | Daniel Carlsson D. Giraudet       | Citroën Xsara WRC       | 3:12:18,5 |
| 6.  | Toni Gardemeister Jakke Honkanen  | Mitsubishi Lancer WR05  | 3:12:34,9 |
| 7.  | Manfred Stohl Ilka Minor          | Citroën Xsara WRC       | 3:13:53,2 |
| 8.  | Chris Atkinson Glenn MacNeall     | Subaru Impreza WRC 2006 | 3:14:55,4 |
| 9.  | Mads Ostberg Ole Kristian Unnerud | Subaru Impreza WRC STI  | 3:16:27,7 |
| 10. | Jan Kopecký Filip Schovánek       | Škoda Fabia WRC         | 3:16:33,2 |

## 1. den9. únor2007

### 1. RZ Karlstad Super Special 1
1,89 km
| *  | 1. RZ                            | *                       | *      | *  | Průběžně                         | *                       | *      |
| *  | Jezdec                           | Vůz                     | čas    | *  | Jezdec                           | Vůz                     | čas    |
| -- | -------------------------------- | ----------------------- | ------ | -- | -------------------------------- | ----------------------- | ------ |
| 1. | Toni Gardemeister Jakke Honkanen | Mitsubishi Lancer WR05  | 1:31,9 | 1. | Toni Gardemeister Jakke Honkanen | Mitsubishi Lancer WR05  | 1:31,9 |
| 2. | Marcus Grönholm Timo Rautiainen  | Ford Focus RS WRC 06    | 1:32,4 | 2. | Marcus Grönholm Timo Rautiainen  | Ford Focus RS WRC 06    | 1:32,4 |
| 3. | Peter Solberg Philip Mills       | Subaru Impreza WRC 2006 | 1:32,5 | 3. | Peter Solberg Philip Mills       | Subaru Impreza WRC 2006 | 1:32,5 |

### 2. RZ Likenas 1
21,78 km
| *  | 1. RZ                           | *                       | *       | *  | Pruběžně                         | *                       | *       |
| *  | Jezdec                          | Vůz                     | čas     | *  | Jezdec                           | Vůz                     | čas     |
| -- | ------------------------------- | ----------------------- | ------- | -- | -------------------------------- | ----------------------- | ------- |
| 1. | Peter Solberg Philip Mills      | Subaru Impreza WRC 2006 | 12:40,6 | 1. | Peter Solberg Philip Mills       | Subaru Impreza WRC 2006 | 14:13,1 |
| 2. | Gigi Galli Giovanni Bernacchini | Citroën Xsara WRC       | 12:46,5 | 2. | Toni Gardemeister Jakke Honkanen | Mitsubishi Lancer WR05  | 14:18,7 |
| 3. | Sebastien Loeb Daniel Elena     | Citroën C4 WRC          | 12:46,6 | 3. | Gigi Galli Giovanni Bernacchini  | Citroën Xsara WRC       | 14:21,4 |

### 3. RZ Hara 1
11,31 km
| *  | 1. RZ                           | *                    | *      | *  | Pruběžně                         | *                       | *       |
| *  | Jezdec                          | Vůz                  | čas    | *  | Jezdec                           | Vůz                     | čas     |
| -- | ------------------------------- | -------------------- | ------ | -- | -------------------------------- | ----------------------- | ------- |
| 1. | Gigi Galli Giovanni Bernacchini | Citroën Xsara WRC    | 6:22,6 | 1. | Peter Solberg Philip Mills       | Subaru Impreza WRC 2006 | 20:40,0 |
| 2. | Henning Solberg Cato Menkenrud  | Ford Focus RS WRC 06 | 6:24,1 | 2. | Gigi Galli Giovanni Bernacchini  | Citroën Xsara WRC       | 20:44,0 |
| 3. | Marcus Grönholm Timo Rautiainen | Ford Focus RS WRC 06 | 6:24,8 | 3. | Toni Gardemeister Jakke Honkanen | Mitsubishi Lancer WR05  | 20:48,0 |

### 4. RZ Torntorp 1
19,2 km
| *  | 1. RZ                            | *                      | *      | *  | Pruběžně                         | *                       | *       |
| *  | Jezdec                           | Vůz                    | čas    | *  | Jezdec                           | Vůz                     | čas     |
| -- | -------------------------------- | ---------------------- | ------ | -- | -------------------------------- | ----------------------- | ------- |
| 1. | Sebastien Loeb Daniel Elena      | Citroën C4 WRC         | 9:56,8 | 1. | Peter Solberg Philip Mills       | Subaru Impreza WRC 2006 | 30:42,2 |
| 2. | Marcus Grönholm Timo Rautiainen  | Ford Focus RS WRC 06   | 9:58,0 | 2. | Marcus Grönholm Timo Rautiainen  | Ford Focus RS WRC 06    | 30:46,2 |
| 3. | Toni Gardemeister Jakke Honkanen | Mitsubishi Lancer WR05 | 9:59,3 | 3. | Toni Gardemeister Jakke Honkanen | Mitsubishi Lancer WR05  | 30:47,3 |

### 5. RZ Likenas 2
21,78 km
| *  | 1. RZ                           | *                       | *       | *  | Pruběžně                         | *                       | *       |
| *  | Jezdec                          | Vůz                     | čas     | *  | Jezdec                           | Vůz                     | čas     |
| -- | ------------------------------- | ----------------------- | ------- | -- | -------------------------------- | ----------------------- | ------- |
| 1. | Marcus Grönholm Timo Rautiainen | Ford Focus RS WRC 06    | 12:21,5 | 1. | Marcus Grönholm Timo Rautiainen  | Ford Focus RS WRC 06    | 43:07,7 |
| 2. | Peter Solberg Philip Mills      | Subaru Impreza WRC 2006 | 12:26,7 | 2. | Peter Solberg Philip Mills       | Subaru Impreza WRC 2006 | 43:08,9 |
| 3. | Mikko Hirvonen Jarmo Lehtinen   | Ford Focus RS WRC 06    | 12:29,1 | 3. | Toni Gardemeister Jakke Honkanen | Mitsubishi Lancer WR05  | 43:16,9 |

### 6. RZ Hara 2
11,31 km
| *  | 1. RZ                           | *                    | *      | *  | Pruběžně                        | *                       | *       |
| *  | Jezdec                          | Vůz                  | čas    | *  | Jezdec                          | Vůz                     | čas     |
| -- | ------------------------------- | -------------------- | ------ | -- | ------------------------------- | ----------------------- | ------- |
| 1. | Marcus Grönholm Timo Rautiainen | Ford Focus RS WRC 06 | 6:10,1 | 1. | Marcus Grönholm Timo Rautiainen | Ford Focus RS WRC 06    | 49:17,8 |
| 2. | Mikko Hirvonen Jarmo Lehtinen   | Ford Focus RS WRC 06 | 6:12,3 | 2. | Peter Solberg Philip Mills      | Subaru Impreza WRC 2006 | 49:26,1 |
| 3. | Sebastien Loeb Daniel Elena     | Citroën C4 WRC       | 6:12,5 | 3. | Sebastien Loeb Daniel Elena     | Citroën C4 WRC          | 49:34,4 |

### 7. RZ Vargasen 1
24,62 km
| *  | 1. RZ                           | *                    | *       | *  | Pruběžně                        | *                       | *         |
| *  | Jezdec                          | Vůz                  | čas     | *  | Jezdec                          | Vůz                     | čas       |
| -- | ------------------------------- | -------------------- | ------- | -- | ------------------------------- | ----------------------- | --------- |
| 1. | Sebastien Loeb Daniel Elena     | Citroën C4 WRC       | 13:57,7 | 1. | Marcus Grönholm Timo Rautiainen | Ford Focus RS WRC 06    | 1:03:21,3 |
| 2. | Marcus Grönholm Timo Rautiainen | Ford Focus RS WRC 06 | 14:03,5 | 2. | Sebastien Loeb Daniel Elena     | Citroën C4 WRC          | 1:03:32,1 |
| 3. | Daniel Carlsson D. Giraudet     | Citroën Xsara WRC    | 14:08,9 | 3. | Peter Solberg Philip Mills      | Subaru Impreza WRC 2006 | 1:03:42,4 |

### 8. RZ Hagfors Sprint 1
1,87 km
| *  | 1. RZ                           | *                       | *      | *  | Pruběžně                        | *                       | *         |
| *  | Jezdec                          | Vůz                     | čas    | *  | Jezdec                          | Vůz                     | čas       |
| -- | ------------------------------- | ----------------------- | ------ | -- | ------------------------------- | ----------------------- | --------- |
| 1. | Marcus Grönholm Timo Rautiainen | Ford Focus RS WRC 06    | 2:00,0 | 1. | Marcus Grönholm Timo Rautiainen | Ford Focus RS WRC 06    | 1:05:21,3 |
| 2. | Sebastien Loeb Daniel Elena     | Citroën C4 WRC          | 2:00,3 | 2. | Sebastien Loeb Daniel Elena     | Citroën C4 WRC          | 1:05:32,4 |
| 3. | Peter Solberg Philip Mills      | Subaru Impreza WRC 2006 | 2:01,5 | 3. | Peter Solberg Philip Mills      | Subaru Impreza WRC 2006 | 1:05:43,9 |

## 2. den10. únor2007

### 9. RZ Lesjofors
10,48 km
| *  | 1. RZ                           | *                       | *      | *  | Pruběžně                        | *                       | *         |
| *  | Jezdec                          | Vůz                     | čas    | *  | Jezdec                          | Vůz                     | čas       |
| -- | ------------------------------- | ----------------------- | ------ | -- | ------------------------------- | ----------------------- | --------- |
| 1. | Sebastien Loeb Daniel Elena     | Citroën C4 WRC          | 5:45,1 | 1. | Marcus Grönholm Timo Rautiainen | Ford Focus RS WRC 06    | 1:11:07,6 |
| 2. | Marcus Grönholm Timo Rautiainen | Ford Focus RS WRC 06    | 5:46,3 | 2. | Sebastien Loeb Daniel Elena     | Citroën C4 WRC          | 1:11:17,5 |
| 3. | Peter Solberg Philip Mills      | Subaru Impreza WRC 2006 | 5:49,6 | 3. | Peter Solberg Philip Mills      | Subaru Impreza WRC 2006 | 1:11:33,5 |

### 10. RZ Liljendal
34,54 km
| *  | 1. RZ                            | *                      | *       | *  | Pruběžně                        | *                    | *         |
| *  | Jezdec                           | Vůz                    | čas     | *  | Jezdec                          | Vůz                  | čas       |
| -- | -------------------------------- | ---------------------- | ------- | -- | ------------------------------- | -------------------- | --------- |
| 1. | Marcus Grönholm Timo Rautiainen  | Ford Focus RS WRC 06   | 17:50,3 | 1. | Marcus Grönholm Timo Rautiainen | Ford Focus RS WRC 06 | 1:28:57,9 |
| 2. | Sebastien Loeb Daniel Elena      | Citroën C4 WRC         | 17:50,9 | 2. | Sebastien Loeb Daniel Elena     | Citroën C4 WRC       | 1:29:08,4 |
| 3. | Toni Gardemeister Jakke Honkanen | Mitsubishi Lancer WR05 | 17:58,4 | 3. | Henning Solberg Cato Menkenrud  | Ford Focus RS WRC 06 | 1:29:44,8 |

### 11. RZ Torntorp 2
19,2 km
| *  | 1. RZ                            | *                      | *      | *  | Pruběžně                        | *                    | *         |
| *  | Jezdec                           | Vůz                    | čas    | *  | Jezdec                          | Vůz                  | čas       |
| -- | -------------------------------- | ---------------------- | ------ | -- | ------------------------------- | -------------------- | --------- |
| 1. | Marcus Grönholm Timo Rautiainen  | Ford Focus RS WRC 06   | 9:35,0 | 1. | Marcus Grönholm Timo Rautiainen | Ford Focus RS WRC 06 | 1:38:32,9 |
| 2. | Toni Gardemeister Jakke Honkanen | Mitsubishi Lancer WR05 | 9:42,6 | 2. | Sebastien Loeb Daniel Elena     | Citroën C4 WRC       | 1:38:53,0 |
| 3. | Mikko Hirvonen Jarmo Lehtinen    | Ford Focus RS WRC 06   | 9:43,4 | 3. | Mikko Hirvonen Jarmo Lehtinen   | Ford Focus RS WRC 06 | 1:39:28,5 |

### 12. RZ Vargasen 2
24,62 km
| *  | 1. RZ                           | *                    | *       | *  | Pruběžně                        | *                    | *         |
| *  | Jezdec                          | Vůz                  | čas     | *  | Jezdec                          | Vůz                  | čas       |
| -- | ------------------------------- | -------------------- | ------- | -- | ------------------------------- | -------------------- | --------- |
| 1. | Marcus Grönholm Timo Rautiainen | Ford Focus RS WRC 06 | 13:17,9 | 1. | Marcus Grönholm Timo Rautiainen | Ford Focus RS WRC 06 | 1:51:50,8 |
| 2. | Mikko Hirvonen Jarmo Lehtinen   | Ford Focus RS WRC 06 | 13:24,7 | 2. | Sebastien Loeb Daniel Elena     | Citroën C4 WRC       | 1:52:18,4 |
| 3. | Sebastien Loeb Daniel Elena     | Citroën C4 WRC       | 13:25,4 | 3. | Mikko Hirvonen Jarmo Lehtinen   | Ford Focus RS WRC 06 | 1:52:53,2 |

### 13. RZ Fredriksberg
24,75 km
| *  | 1. RZ                           | *                    | *       | *  | Pruběžně                        | *                    | *         |
| *  | Jezdec                          | Vůz                  | čas     | *  | Jezdec                          | Vůz                  | čas       |
| -- | ------------------------------- | -------------------- | ------- | -- | ------------------------------- | -------------------- | --------- |
| 1. | Marcus Grönholm Timo Rautiainen | Ford Focus RS WRC 06 | 13:54,4 | 1. | Marcus Grönholm Timo Rautiainen | Ford Focus RS WRC 06 | 2:05:45,2 |
| 2. | Henning Solberg Cato Menkenrud  | Ford Focus RS WRC 06 | 13:57,4 | 2. | Sebastien Loeb Daniel Elena     | Citroën C4 WRC       | 2:06:19,7 |
| 3. | Mikko Hirvonen Jarmo Lehtinen   | Ford Focus RS WRC 06 | 13:57,9 | 3. | Mikko Hirvonen Jarmo Lehtinen   | Ford Focus RS WRC 06 | 2:06:51,1 |

### 14. RZ Lejen
26,46 km
| *  | 1. RZ                           | *                    | *       | *  | Pruběžně                        | *                    | *         |
| *  | Jezdec                          | Vůz                  | čas     | *  | Jezdec                          | Vůz                  | čas       |
| -- | ------------------------------- | -------------------- | ------- | -- | ------------------------------- | -------------------- | --------- |
| 1. | Marcus Grönholm Timo Rautiainen | Ford Focus RS WRC 06 | 14:41,8 | 1. | Marcus Grönholm Timo Rautiainen | Ford Focus RS WRC 06 | 2:20:27,0 |
| 2. | Sebastien Loeb Daniel Elena     | Citroën C4 WRC       | 14:44,9 | 2. | Sebastien Loeb Daniel Elena     | Citroën C4 WRC       | 2:21:04,6 |
| 3. | Mikko Hirvonen Jarmo Lehtinen   | Ford Focus RS WRC 06 | 14:50,6 | 3. | Mikko Hirvonen Jarmo Lehtinen   | Ford Focus RS WRC 06 | 2:21:41,7 |

### 15. RZ Hagfors Sprint 2
1,87 km
| *  | 1. RZ                             | *                      | *      | *  | Pruběžně                        | *                    | *         |
| *  | Jezdec                            | Vůz                    | čas    | *  | Jezdec                          | Vůz                  | čas       |
| -- | --------------------------------- | ---------------------- | ------ | -- | ------------------------------- | -------------------- | --------- |
| 1. | Mads Ostberg Ole Kristian Unnerud | Subaru Impreza WRC STI | 1:59,3 | 1. | Marcus Grönholm Timo Rautiainen | Ford Focus RS WRC 06 | 2:22:29,6 |
| 2. | Jari Matti Latvala Mikka Anttila  | Ford Focus RS WRC 06   | 2:00,7 | 2. | Sebastien Loeb Daniel Elena     | Citroën C4 WRC       | 2:23:08,0 |
| 3. | Thomas Schie Goran Bergstein      | Ford Focus RS WRC      | 2:00,8 | 3. | Mikko Hirvonen Jarmo Lehtinen   | Ford Focus RS WRC 06 | 2:23:43,0 |

## 3. den11. únor2007

### 16. RZ Backa 1
30,95 km
| *  | 1. RZ                           | *                       | *       | *  | Pruběžně                        | *                    | *         |
| *  | Jezdec                          | Vůz                     | čas     | *  | Jezdec                          | Vůz                  | čas       |
| -- | ------------------------------- | ----------------------- | ------- | -- | ------------------------------- | -------------------- | --------- |
| 1. | Chris Atkinson Glenn MacNeall   | Subaru Impreza WRC 2006 | 16:31,6 | 1. | Marcus Grönholm Timo Rautiainen | Ford Focus RS WRC 06 | 2:39:02,5 |
| 2. | Marcus Grönholm Timo Rautiainen | Ford Focus RS WRC 06    | 16:32,9 | 2. | Sebastien Loeb Daniel Elena     | Citroën C4 WRC       | 2:39:43,0 |
| 3. | Sebastien Loeb Daniel Elena     | Citroën C4 WRC          | 16:35,0 | 3. | Mikko Hirvonen Jarmo Lehtinen   | Ford Focus RS WRC 06 | 2:40:19,5 |

### 17. RZ Malta 1
11,25 km
| *  | 1. RZ                           | *                    | *      | *  | Pruběžně                        | *                    | *         |
| *  | Jezdec                          | Vůz                  | čas    | *  | Jezdec                          | Vůz                  | čas       |
| -- | ------------------------------- | -------------------- | ------ | -- | ------------------------------- | -------------------- | --------- |
| 1. | Henning Solberg Cato Menkenrud  | Ford Focus RS WRC 06 | 5:42,2 | 1. | Marcus Grönholm Timo Rautiainen | Ford Focus RS WRC 06 | 2:44:45,9 |
| 2. | Marcus Grönholm Timo Rautiainen | Ford Focus RS WRC 06 | 5:43,4 | 2. | Sebastien Loeb Daniel Elena     | Citroën C4 WRC       | 2:45:27,9 |
| 3. | Sebastien Loeb Daniel Elena     | Citroën C4 WRC       | 5:44,9 | 3. | Mikko Hirvonen Jarmo Lehtinen   | Ford Focus RS WRC 06 | 2:46:07,6 |

### 18. RZ Backa 2
30,95 km
| *  | 1. RZ                            | *                      | *       | *  | Pruběžně                        | *                    | *         |
| *  | Jezdec                           | Vůz                    | čas     | *  | Jezdec                          | Vůz                  | čas       |
| -- | -------------------------------- | ---------------------- | ------- | -- | ------------------------------- | -------------------- | --------- |
| 1. | Marcus Grönholm Timo Rautiainen  | Ford Focus RS WRC 06   | 16:30,0 | 1. | Marcus Grönholm Timo Rautiainen | Ford Focus RS WRC 06 | 3:01:15,9 |
| 2. | Sebastien Loeb Daniel Elena      | Citroën C4 WRC         | 16:35,8 | 2. | Sebastien Loeb Daniel Elena     | Citroën C4 WRC       | 3:02:03,7 |
| 3. | Toni Gardemeister Jakke Honkanen | Mitsubishi Lancer WR05 | 16:38,4 | 3. | Mikko Hirvonen Jarmo Lehtinen   | Ford Focus RS WRC 06 | 3:02:47,7 |

### 19. RZ Malta 2
11,25 km
| *  | 1. RZ                           | *                    | *      | *  | Pruběžně                        | *                    | *         |
| *  | Jezdec                          | Vůz                  | čas    | *  | Jezdec                          | Vůz                  | čas       |
| -- | ------------------------------- | -------------------- | ------ | -- | ------------------------------- | -------------------- | --------- |
| 1. | Marcus Grönholm Timo Rautiainen | Ford Focus RS WRC 06 | 5:44,1 | 1. | Marcus Grönholm Timo Rautiainen | Ford Focus RS WRC 06 | 3:07:00,0 |
| 2. | Sebastien Loeb Daniel Elena     | Citroën C4 WRC       | 5:46,1 | 2. | Sebastien Loeb Daniel Elena     | Citroën C4 WRC       | 3:07:49,8 |
| 3. | Henning Solberg Cato Menkenrud  | Ford Focus RS WRC 06 | 5:47,8 | 3. | Mikko Hirvonen Jarmo Lehtinen   | Ford Focus RS WRC 06 | 3:08:36,1 |

### 20. RZ Karlstad Super Special 2
1,89 km
| *  | 1. RZ                            | *                      | *      | *  | Pruběžně                        | *                    | *         |
| *  | Jezdec                           | Vůz                    | čas    | *  | Jezdec                          | Vůz                  | čas       |
| -- | -------------------------------- | ---------------------- | ------ | -- | ------------------------------- | -------------------- | --------- |
| 1. | Marcus Grönholm Timo Rautiainen  | Ford Focus RS WRC 06   | 1:40,7 | 1. | Marcus Grönholm Timo Rautiainen | Ford Focus RS WRC 06 | 3:08:40,7 |
| 2. | Toni Gardemeister Jakke Honkanen | Mitsubishi Lancer WR05 | 1:42,2 | 2. | Sebastien Loeb Daniel Elena     | Citroën C4 WRC       | 3:09:34,5 |
| 3. | Patrik Flodin Maria Andersson    | Subaru Impreza S10 WRC | 1:42,3 | 3. | Mikko Hirvonen Jarmo Lehtinen   | Ford Focus RS WRC 06 | 3:10:22,2 |